# Sinfonia in Fa minore (Bruckner)
La Sinfonia Studio in Fa minore (Studiensinfonie) o semplicemente Sinfonia in Fa minore (WAB 99) è un'opera sinfonica in 4 movimenti del compositore austriaco Anton Bruckner.
Inizialmente gli accademici ritennero che la sinfonia successiva, che Bruckner scrisse, fosse la Sinfonia n. 0 WAB 100, per questa ragione l'opera è anche nota come Sinfonia n.00. 

## Genesi dell'opera
Prima di avviare la composizione della sinfonia, Anton Bruckner aveva scritto diversi lavori per orchestra. Già nel 1862 aveva scritto  Drei Orchester Saetze (Tre movimenti per Orchestra), nel 1863 seguì l'Overture in Sol minore (WAB 98). Inoltre la maggior parte della sua musica sacra aveva un accompagnamento orchestrale. Dunque la Sinfonia in Fa minore non rappresenta affatto il primo lavoro per orchestra di Bruckner. Nello stesso 1863, durante il corso di perfezionamento con Otto Kitzler, Bruckner compose la Sinfonia, oggi, per questa ragione conusciuta come Sinfonia Studio o Studiensinfonie. L'opera ebbe una discreta critica dallo stesso Kitzler, il quale considerò la poca ispirazione del lavoro e la tonalità di Fa minore come poco adatta e appropriata per l'orchestra. Tuttavia ancora oggi non sappiamo i motivi che spinsero Kitzler all'ultima considerazione.  

## Breve Analisi
La partitura è stata pubblicata solo nel 1973 e disponibile oggi in un'edizione del musicologo Leopold Nowak. Prima del 1973 esisteva solo una trascrizione per Pianoforte di Goellerich, pupillo di Bruckner e amico. Al contrario delle critiche di Kitzler, la sinfonia mostra interessanti aspetti come la simmetria dei periodi non ancora sviluppata come nei lavori successivi. Il Finale in particolare si caratterizza per la freschezza e il ritmo comuni alle prime composizioni di Robert Schumann.